# Bruno Musarò
Bruno Musarò (* 27. června 1948 Andrano) je italský římskokatolický duchovní, arcibiskup a bývalý diplomat.

## Život
Narodil se 27. června 1948 v Andranu.
Vstoupil do kněžského semináře a po teologickém studiu byl 19. září 1971 vysvěcen na kněze a inkardinován do arcidiecéze Otranto. Pokračoval ve studiu kanonického práva v Římě a je absolventem Papežské církevní akademii. Roku 1977 vstoupil do diplomatických služeb Svatého stolce a působil na apoštolských nunciaturách v Koreji, Itálii, Středoafrické republice, Panamě, Bangladéši a Španělsku.
Dne 3. prosince 1994 jej papež Jan Pavel II. jmenoval apoštolským nunciem v Panamě a titulárním arcibiskupem z Abari. Biskupské svěcení přijal 6. ledna 1995 z rukou papeže a spolusvětiteli byli arcibiskupové Giovanni Battista Re a Jorge María Mejía. Dne 25. září 1999 byl převeden do úřadu nuncia na Madagaskaru, Mauriciu, Seychelách a apoštolského delegáta na Komorech.
Dne 10. února 2004 se stal apoštolským nunciem v Guatemale a 5. ledna 2009 v Peru. Dne 6. srpna 2011 jej papež Benedikt XVI. ustanovil nunciem na Kubě.
Dne 5. února 2015 byl papežem Františkem jmenován nunciem v Egyptě a delegátem při Lize arabských států. Od 29. srpna 2019 působil jako apoštolský nuncius na Kostarice a 11. července 2023 přijal papež jeho rezignaci z důvodu dosažení kanonického věku 75 let.